# 夜空ノムコウ
「夜空ノムコウ」（よぞらノムコウ）は、SMAPの27作目のシングル。1998年1月14日にビクターエンタテインメントから発売された。

## 概要
SMAP初のミリオンセラーシングルである（オリコン・プラネットチャート・出荷ベース共に）。
のちに作詞者のスガシカオや作曲家の川村結花らのセルフカバーを始め、多くの歌手によってカバーもされている。
「夜空ノムコウ」は1997年7月には既に楽曲が完成していたが、「セロリ」発売直後であり、2作続けてミディアムテンポの曲となることを避けるため発売が延期されていた。
「オリジナル スマイル」「KANSHAして」「SHAKE」と同じく、シングルが発売されて以降すべてのコンサートで披露されている楽曲の1つであった。
当時、作曲家の川村結花が、SMAPの音楽制作に関わっていたプロデューサーに何曲か曲を預けており、そのなかの1曲であった。川村が京王線の沿線に住んでいた思い出からインスパイアし、そのままメロディにしたものであった。デモテープの段階では、川村による女性が主人公の歌詞であり、別の長めのAメロが付いていた。その後SMAPの新曲として決定され、リリースに向けた作業が行われる。プロデューサーが男性視点による新しい詞の制作をスガシカオに依頼した。メロディに関しては、川村がAメロで別のメロディが浮かんだため、すぐにプロデューサーに連絡。電話口で新しいAメロを口ずさんだが、すでに前のバージョンで編曲作業が進んでいたが、プロデューサーが気に入ったため、後日編曲家・CHOKKAKUに譜面を送り、現在のバージョンに差し替えられ、新たな編曲が進められた。
本作のMVは、歩道橋の上でメンバーが寒空の中歌うというもの。木村のみサビ前のソロパートが存在する。この時のMVは哀愁が漂う感じで歌われているが木村は収録の直前に差し入れで食べた牡蠣が前日の物であったことから、食当たりで腹と体調を崩し腹痛に耐え悶絶しながら歌っていた。収録が終わった直後、あまりの痛さに木村はトイレに駆け込んだ。そしてこれ以降、木村はトラウマとなり基本的には牡蠣を食べなくなった。
同曲は2002年4月から中学2 - 3年生の音楽の教科書に掲載された。
リズム時計工業の一部のからくり時計の内蔵曲で使用されているほか、セイコーの一部の目覚まし時計の内蔵曲にも使用されている。また、東武伊勢崎線太田駅ではワンマン運転用として設置された信号開通メロディ（3・4番線ホーム、伊勢崎駅方面行き発車時のみ）に使用されている。
2011年8月30日には中国語バージョンとして、「夜空的彼岸」というタイトルで中国限定リリース。2012年に開催された「GIFT of SMAP -CONCERT TOUR'2012-」では、アレンジを加えたラップバージョンが披露された。
1998年第49回NHK紅白歌合戦と2002年第53回NHK紅白歌合戦の2回披露した。
1998年FNS歌謡祭でも歌唱。2014年夏FNS歌謡祭ではスガと6人で歌った。
カップリングの「リンゴジュース」は、アルバム収録の際にバック演奏が海外のミュージシャンによる生演奏に差し替えられている。
SMAP解散後、2020年2月8日に木村がソロとして初のライブツアー『TAKUYA KIMURA Live Tour 2020 Go with the Flow』にて、「SHAKE」とともに同曲を披露。2月29日に放送された『SONGS』（NHK総合）にてソロではテレビで初披露した。その際、木村は「“やりたい”っていうのが1。“やってくれないかな”っていう風に客席のみんなが思ってくれてるかもしれないのが9かな」とファンファーストの選択だったことを明かし、「皆さんの時間の中にその曲がどこかにあったはずだから。それを共有するという意味では、僕は“やらせて”とは言わせてもらいました」と振り返った。

## チャート成績
- 1998年1月26日付のオリコン週間シングルチャートで、初週45.9万枚を売り上げ、初登場1位を獲得した。
- 発売から3週目でミリオンセラーを達成。累計売上は162.4万枚（オリコン調べ）で、SMAPのシングルとしては歴代2位[8]。
- 2016年9月時点でのシングルの累計出荷枚数は180万枚で、SMAPのシングルとしては歴代2位である[9]。

## 作詞者・スガシカオとの関係
当時「夜空ノムコウ」の作詞を依頼されたスガは、初めての作詞だけの仕事にとまどっていたのもあり、悩みに悩み歌詞が全然書けずに放置してしまっていた。その結果、締切当日までその依頼をすっかり忘れており、札幌でのライブに向かう途中の羽田空港のロビーにてマネージャーに指摘されて思い出したという。そのためスガは札幌（新千歳空港）に向かう飛行機の機内とライブ会場であるPENNY LANE 24の控室で慌てて作詞を行い、そこからFAXで歌詞を送ることとなった。この時点ではタイトルは「夜空のむこう」と平仮名表記だった。その後、メロディーへの乗せ方が分からないと連絡が来たため、札幌から東京へと帰ってきたその足で、スタジオで仮歌を録音した。その時の制作スタッフに「『夜空のむこう』を『夜空ノムコウ』にしないか」と言われたため、現在の片仮名表記となった。
ちなみに歌詞は、スガが浪人時代に付き合っていた女性と、デートで行った御茶ノ水の公園にて、過去や今そして未来など様々なことを語り合ったことがモデルとなっている。
スガがSMAPのリリースから3年もセルフカバーを拒んだのには、SMAPに義理立てがあり、頼まれたから作っただけということで、スガは公の場で「夜空ノムコウ」の歌唱を行わず、ライブでも一切歌うことはなかった。しかし、教科書掲載や卒業式での楽曲使用、さまざまなカヴァーバージョンが出てきたことで「スタンダード」となったことを受けて自らも歌うことを決意した。
スガはこの楽曲並びにSMAPについて「デビューして間もないころ、知名度のなかったオレを起用してくれて、大ヒットしまして、初めて全国区になるきっかけになった曲」「いつも自分の曲でもあるのに、SMAPさんのカバーをさせてもらいますと言ってました」と語っており、セルフカバーに臨むにあたってもはや「自分の曲」という印象はさらさらなく、他人の曲をアレンジするスタンスで挑んだという。また、現在においても「SMAPのこの曲を愛して誰かに伝えようとする心意気には敵わない」と認めている。
SMAPが解散を発表した直後、スガは本曲の歌唱を封印すると宣言し、2016年に行われたライブツアー『SUGA SHIKAO LIVE TOUR 2016「THE LAST」〜ENCORE〜』を最後に、コラボを除いた個人での歌唱を封印していたが、その後2019年に自身のアルバムのプロモーションに伴い、ライブや音楽番組などで再び歌唱するようになった。

## 収録曲
全作詞：スガシカオ　全編曲：CHOKKAKU
1. 夜空ノムコウ
作曲：川村結花
  - フジテレビ系『SMAP×SMAP』テーマソング

後に作曲者の川村がセルフカバーしており、同年9月9日にシングルとしてリリースされている。2001年には作詞者のスガもベスト・アルバム『Sugarless』でセルフカバーしている。
2. リンゴジュース
作曲：スガシカオ
スガの提供で、こちらは作曲も担当。スガの2ndアルバム『FAMILY』でセルフカバーしている。
3. 夜空ノムコウ（MUSIC TRACK）
4. リンゴジュース（MUSIC TRACK）

## 楽曲の収録アルバム
- SMAP 012 VIVA AMIGOS!（#1, 2）
  - #2はアルバム・バージョンを収録。
- Smap Vest（#1）
- SMAP AID（#1）
- SMAP 25 YEARS（#1）

## その他のアーティストによるカバー
- 1998年、桑田佳祐（イベント『Act Against AIDS '98　桑田佳祐　オール リクエスト ショー』でカバー[12]）
- 1999年、綾戸智絵（アルバム『Life』に英語歌詞によるカバーを収録）
- 2001年
  - 小田和正（ライブビデオ『小田和正 カウントダウン・ライブ ちょっと寒いけどみんなで SAME MOON!』に収録。後に小田はTBS系音楽特番『クリスマスの約束』においてこの曲を3回カバー、うち1回は中居正広と共演している。）
  - タイム・ファイブ（アルバム『Super Harmony』に収録）
  - J-FRIENDS・滝沢秀明（Vivaメントレ兄弟presents J-FRIENDS COUNTDOWN in TOKYO DOMEにて披露）
- 2004年
  - 細坪基佳（コンピレーションアルバム『Re Cover』に収録）
  - KinKi Kids（ジャニーズビックサプライズカウントダウンにてカバー披露、後に2020年元旦にも披露。）
- 2007年、甲斐よしひろ（アルバム『10 Stories』に収録）
- 2007年、SOTTE BOSSE（アルバム『innocent view』に収録）
- 2007年、中西保志（アルバム『STANDARDS 2』に収録）
- 2007年、杏里（アルバム『tears of anri』に収録）
- 2008年、加藤登紀子（アルバム『SONGS うたが街に流れていた』に収録）
- 2009年、The JADE（アルバム『手紙』に収録）
- 2010年、NOKKO（アルバム『KISS』に収録）
- 2013年、坂本昌行・井ノ原快彦（V6・20th Century）、手越祐也・増田貴久（NEWS・テゴマス）、今井翼（平成25!!15年目だよ！見なきゃソンSONGジャニーズ年越し生放送にてカバー披露）
- 2016年、関ジャニ∞（ライブDVD・Blu-ray『関ジャニ∞リサイタル 真夏の俺らは罪なヤツ』に収録）
- 2019年、楠木ともり（Kusunoki Tomori coming-of-age『WRAPPED///LIVE廿』にてカバー披露）
- 2020年
  - n/ （配信アルバム『Best Practice 1 -Cover Songs Selection-』に収録）
  - KinKi Kids（ジャニーズカウントダウン2019-2020 令和ファーストの夢物語！ジャニーズ年越し生放送にてカバー披露。）
- 2025年、二宮和也（アルバム『○○と二宮と2』オフィスにのホールディングス限定盤に収録[13]）